# 我是山姆
《我是山姆》（英語：I Am Sam）是一部美國電影，潔西·尼爾森導演，西恩·潘、達可達·芬妮與蜜雪兒·菲佛主演的劇情片，在2001年上映。

## 劇情
山姆（西恩·潘飾）是個智能障礙者，年過而立，智商卻只有七歲，他曾與一個女街友發生一段露水姻緣，生下了一個可愛的小女孩露西（達可達·芬妮飾，嬰兒時期由艾兒·芬妮飾），而後這位女街友即行蹤不明。
山姆身兼父母之職，辛勤地在星巴克打工，在一群身心障礙的朋友幫助下撫養著愛女，並以披頭四的名曲《Lucy In The Sky With Diamonds》，將女兒取名為露西（Lucy），露西智力不但正常，甚至可以說是非常聰明，很快發現了父親與眾人的不同，但她卻貼心地假裝不以為意。
雖然山姆對露西備極呵護，卻仍因為智力不足，終究被政府的社福單位發現，社工強制介入，將露西安置到寄養家庭。山姆深愛著女兒，找到了「從無敗訴」的超強女律師麗塔（蜜雪兒·菲佛飾），想透過法律途徑爭回愛女的監護權，麗塔原本認為勝訴機率不高，打算加以婉拒，卻因為同事的激將法，並想証明自己也關懷弱勢，於是接下了這一宗棘手的官司。
麗塔耗盡苦心，想要教導山姆如何在法庭上應對進退，以面對口若懸河的檢察官，由於山姆畢竟智能不足，辯論的情況不理想，但山姆的憨直，露西的精明貼心，使她低頭反思自己，一心忙著事業，與夫婿逐漸冷淡，與兒子的關係更可說是降至冰點，反而讓她羨慕起了他們之間純樸濃厚的親情。究竟這艱苦的一戰，露西到底能不能與山姆團聚，還是宣告骨肉分離？

## 外部連結
- 官方网站
- 互联网电影数据库（IMDb）上《我是山姆》的资料（英文）
- 豆瓣电影上《我是山姆》的資料 （简体中文）
- 爛番茄上《我是山姆》的資料（英文）
- Box Office Mojo上《我是山姆》的資料（英文）